# Tercet
Tercet (latinsky tertius; italsky terzetto; francouzsky trio; anglicky terzet) v hudbě,  označuje skladbu pro tři koncertní hlasy s instrumentálním doprovodem nebo bez něj. Obvykle se tak nazývá i tříčlenná skupina zúčastněných vokálních sólistů.
Vokální trio je často součástí větších dramatických nebo oratorických děl.

## Historie
V 16. a 17. století byla trojhlasá vokální a instrumentální díla nazývána tricinium. Termín  se používal především v protestantském Německu, kde jsou zastoupeny instrumentální, vokální i a cappella skladby.
Výhradně vokální význam termínu tercet se definitivně prosadil až v průběhu 19. století. Například Beethovenovo trio op. 87 pro 2 hoboje a anglický roh se v jeho autografu nazývá tercet a dokonce i Antonín Dvořák pro opus 74 a opus 75,a, (1887) používá termín tercet pro smyčcová tria.
Občasné pokusy odlišit od sebe trio a tercet souvisely spíše s délkou skladeb než s jejich obsazením:
Sébastien de Brossard definuje tercet  jako un petit trio („malé trio").
Johann Gottfried Walther zdůrazňuje technický rozdíl mezi vokálním a instrumentálním triem.

## Rozlišení mezi tercetem a triem
Ačkoli se termín tercet obecně používá pro vokální a termín trio pro instrumentální soubory a hudební skladby, použití pojmů stále není zcela jednoznačné. V jednotlivých případech lze pozorovat odchylky od normy. Přesto lze opatrně učinit následující prohlášení:
- Skupina tří samostatných interpretů se spíše nazývá trio, zejména v čistě instrumentální oblasti
- Jestliže se však jedná o tři stejné nástroje, používá se často termín tercet.
- Tři vokální sólisté doprovázení dalšími nástroji se v klasické hudbě vždy nazývají tercet, V pop music se však objevuje termín trio.
- Skladba pro tři výrazně odlišné nástroje se spíše nazývá trio. Příkladem toho je klavírní trio, které se obvykle skládá z houslí, violoncella a klavíru.